# Slaget vid Jena-Auerstedt
Slaget vid Jena-Auerstedt var ett fältslag i Tyskland under Napoleonkrigen. Den mäktiga krigsmaskin som Fredrik den store av Preussen skapat mötte sin undergång vid Jena och Auerstedt i oktober 1806. Napoleon och hans franska huvudarmé tillintetgjorde en preussisk armé vid Jena, medan marskalk Louis Nicolas Davout besegrade den preussiska huvudarmén med sin lilla kår arton kilometer bort. Sammanlagt deltog 200 000 soldater i dubbelslaget, som varade bara i några timmar.

## Historik
Efter Napoleons stora seger vid Austerlitz var han Europas herre, då Österrike besegrats och Ryssland drivits bort. Men Preussens armé var fortfarande intakt, eftersom landet valt att avstå från att anfalla Frankrike. Knappt ett år senare blossade det dock upp stridigheter mellan Frankrike och Preussen.
Fem arméer närmade sig varandra i centrala Tyskland. Det var tre franska: 56 000 man under Napoleon, 20 000 under Jean Baptiste Bernadotte och 26 000 under Davout. De två preussiska arméerna var furst Friedrich Ludwig av Hohenlohe-Ingelfingens styrka på 50 000 man och hertig Karl Wilhelm Ferdinand av Braunschweigs huvudarmé på 63 000 soldater. Bland de tyska soldaterna fanns Carl von Clausewitz, den senare berömda militärteoretikern. Napoleon skymtade fursten av Hohenlohe vid Jena, antog att det var den preussiska huvudarmén och gick till anfall. Han skickade bud om att Bernadotte och Davout skulle förstärka honom. Ingen av dem kom fram, men eftersom Napoleon var en av historiens skickligaste fältherrar och dessutom aningen överlägsen (56 000 mot 50 000) samt att en del av de preussiska styrkorna inte hann till slagfältet i tid så klarade han av Hohenlohes här utan problem.
Hohenlohe som förbjudits att angripa fransmännen och inte räknade med ett anfall från dessa överraskades, så att fransmännen kunde angripa hans här i mindre enheter i taget, vilket gjorde att hans trupper i de enskilda striderna var klart underlägsna och därför enkelt besegrades.
Arton kilometer bort vid Auerstedt hade Braunschweig med sina 63 000 preussare och 240 kanoner anfallit Davouts 26 000 och 40 kanoner. Davout pressades tillbaka av den förkrossande numerära överlägsenheten, men efter några timmars bombardemang träffade en kula Braunschweig själv som blev dödligt sårad. Preussarna trodde att de stod mot Napoleon och flydde i skräck. Davout förföljde preussarna och mejade ner ytterligare tusentals; själv förlorade han över 7 000 i döda. När Napoleon fick höra om segern så trodde han först att Davout hade misstagit sig men när uppgifterna kunde bekräftas så blev han mycket imponerad och gav honom hederstiteln hertig av Auerstedt.
Jean Baptiste Bernadotte ryckte under tiden fram med sin armé mellan de bägge slagfälten utan att ingripa, trots att han hörde striderna. Napoleon blev rasande och händelsen skapade en till spricka mellan honom och Bernadotte som aldrig kom att läkas helt.
I stort sett hela den preussiska armén utplånades vid de bägge slagen. Preussen hade inget mer att sätta emot, så kungen och drottningen flydde till Königsberg i Ostpreussen. Napoleon mottog kort därefter Berlins nycklar och omgiven av det kejserliga gardet red han in i staden.